# 钳形耳蕨
钳形耳蕨（学名：Polystichum bifidum），为鳞毛蕨科耳蕨属下的一个植物种。